# Idioma judeogriego
El judeogriego o yevánico (hebreo: יווניטיקה; griego moderno: Ρωμανιώτικη διάλεκτος o, simplemente, γεβανικά) fue el dialecto de los romaniotes, el grupo de judíos griegos, cuya existencia está documentada en Grecia desde el período helenístico. Su linaje lingüístico se deriva del griego helenístico (Ελληνική Κοινή) e incluye elementos hebreos también. Fue mutuamente inteligible con el griego de la población cristiana. Los romaniotes utilizan el alfabeto hebreo para escribir textos griegos y yevánicos. 
El término "yevánico" es una creación artificial de Javán, el nombre bíblico que hace referencia a los griegos y las tierras que habitaban. El término es una sobreextensión de la palabra griega Ἰωνία o Ἰωνίη (Jonia) de los griegos más orientales en ese entonces.
Actualmente no hay ningún hablante nativo del judeogriego, por las siguientes razones: 
- la asimilación de las pequeñas comunidades romaniotes a las de los más numerosos sefarditas de habla judeoespañola;
- la emigración de muchos de los romaniotes a los Estados Unidos e Israel;
- el asesinato de muchos de los romaniotes durante el Holocausto;
- la adopción de las lenguas mayoritarias a través de la asimilación.